# Draw (A) drow
Draw (A) drow是大森靖子於2017年8月30日推出的單曲。其中「draw (A) drow」由凜冽時雨負責作曲與編曲，大森靖子負責作詞，MV請到千葉雄大與大森與樂團演出。在翻唱欅坂46的「サイレントマジョリティー」之前有知會秋元康並得到他的同意。

## 曲目
分成兩種版本，其一只有CD，另外一種有收錄DVD。
- CD

1. draw (A) drow
2. わたしみ
3. サイレントマジョリティー(翻唱欅坂46的作品)

- DVD

1. draw (A) drow（Music Vedio/大森靖子Ver.）
2. draw (A) drow（Music Vedio/千葉雄大Ver.）
3. draw (A) drow(Music Vedio/完全版)
4. わたしみ(Music Vedio/自撮りVer.)